# Gloria (cantante 1978)
Gloria, pseudonimo di Galina Peneva Ivanova (in bulgaro Галина Пенева Иванова?; Ruse, 28 giugno 1973), è una cantante bulgara.
Avendo una potente estensione vocale e un vasto seguito anche al di fuori del panorama musicale folk è ad oggi la cantante femminile di maggior successo in Bulgaria.

## Carriera
Dopo una difficile adolescenza, in cui ha vissuto la separazione dei suoi genitori e rischiato di perdere l'uso delle gambe, si fa conoscere in patria negli anni novanta, periodo in cui pubblica l'album di maggior successo della sua carriera Za dobro ili zlo, che diverrà anche il più venduto di sempre in Bulgaria (600 000 copie). Nel corso degli anni la cantante sperimenterà altri generi musicali come il rock, l'elettronica, oltre ai generi folk e chalga e collaborerà con altri cantanti come Azis e Desislava.
Uno dei suoi singoli di maggior successo è Iluzia, uscito in patria nel 2001. È invece uscito nel 2013 il brano Ubivash na mjasto.

## Discografia

### Album
- Shtastieto e Magiya (Щастието е магия); (1994)
- Za Dobro ili Zlo (За добро или зло);(1995)
- Angel s Dyavolska Dusha (Ангел с дяволска душа); (1996)
- Nostalgiya (Носталгия); (1997)
- 100% Zhena (100% жена); (1998)
- Gloria - The Best; (1999)
- 12 Diyamanta (12 Диаманта); (2000)
- Iluziya (Илюзия); (2001)
- Krepost (Крепост); (2003)
- 10 Godini (10 Години); (2004)
- Vlyubena v Zhivota (Влюбена в живота); (2005)
- Blagodarya (Благодаря); (2007)
- 15 Godini (15 Години)); (2009)
- Imam nuzhda ot teb (Имам нужда от теб); (2011)
- Pateki (Пътеки); (2013)
- Pyacachni kuli(Пясъчни кули); (2015)